# 石巻信用金庫
石巻信用金庫（いしのまきしんようきんこ、英語：Ishinomaki Shinkin Bank）は、宮城県石巻市に本店を置く信用金庫である。

## 沿革
- 1928年（昭和3年）2月 - 産業組合法に基づく有限責任石巻庶民金庫として設立。
- 1943年（昭和18年）10月 - 市街地信用組合法に基づき「石巻信用組合」に改組。
- 1951年（昭和26年）12月 - 信用金庫法に基づき「石巻信用金庫」となり現在に至る。
- 2009年（平成21年）4月 - 当金庫を含む県内5信用金庫と七十七銀行・仙台銀行相互間によるATM出金手数料無料提携「みやぎネット」を開始。
- 2012年1月 - 株式会社整理回収機構より157億円の公的資金注入を受ける（10年返済）。

## totoの払い戻し店
スポーツ振興くじ（toto）当選券の払い戻し店は以下の店舗でのみ取り扱う。
- 本店
- 山下支店
- 鹿島台支店
- 矢本支店

## 支店
- 湊支店（宮城県石巻市湊町1-6-5）[1]
- 矢本支店（宮城県東松島市矢本字町浦221-1）[2]
- 女川支店（宮城県牡鹿郡女川町女川2-7-5）[3]
- あゆみ野支店（宮城県石巻市のぞみ野2-2-4）[4]
- 向陽支店（宮城県石巻市あけぼの2-2-4）[5]
- 開北支店（宮城県石巻市大橋3-1-18）[6]
- 山下支店（宮城県石巻市三ッ股1-2-133）[7]
- 鹿妻支店（宮城県石巻市鹿妻南3-1-43）[8]
- 赤井支店（宮城県東松島市赤井字川前弐251-2）[9]
- 大街道支店（宮城県石巻市三ッ股1-2-133）[10]
- 鹿島台支店（宮城県大崎市鹿島台平渡字東銭神70-1）[11]
- 登米支店（宮城県登米市中田町石森字表66-1）[12]